# Liste der Biografien/Zer
Liste der Biografien |
Portal Biografien |
Personensuche
# |
A |
B |
C |
D |
E |
F |
G |
H |
I |
J |
K |
L |
M |
N |
O |
P |
Q |
R |
S |
T |
U |
V |
W |
X |
Y |
Z |
?
 
Za |
Zb |
Zc |
Zd |
Ze |
Zf |
Zg |
Zh |
Zi |
Zj |
Zk |
Zl |
Zm |
Zn |
Zo |
Zr |
Zs |
Zu |
Zv |
Zw |
Zy |
Zz
 
Zea |
Zeb |
Zec |
Zed |
Zee |
Zef |
Zeg |
Zeh |
Zei |
Zej |
Zek |
Zel |
Zem |
Zen |
Zeo |
Zep |
Zeq |
Zer |
Zes |
Zet |
Zeu |
Zev |
Zew |
Zey |
Zez
Die Liste der Biografien führt alle Personen auf, die in der deutschsprachigen Wikipedia einen Artikel haben. Dieses ist eine Teilliste mit 247 Einträgen von Personen, deren Namen mit den Buchstaben „Zer“ beginnt.

## Zer
- Zer Sunnen, Hug († 1426), Basler Politiker
- Zer Sunnen, Konrad, Schweizer Politiker

### Zera
- ZERA (* 2002), serbisch-österreichische Musikerin bzw. Rapperin
- Zera, Matthias (* 1987), deutsch-polnischer Schauspieler
- Zerach, Hanna (* 1998), belarussische Radsportlerin
- Zeraeua, Christian Wilhelm († 1876), Kaptein der Otjimbingwer Ovaherero
- Zeraeua, Zacharias († 1915), Kaptein der Otjimbingwer Ovaherero
- Zerafa, Guy (* 1959), kanadischer Filmkomponist
- Zerafa, Sandro (* 1975), maltesischer Jazzmusiker (Gitarre)
- Zerahn, Erich (1885–1952), deutscher Verwaltungsjurist und Politiker (NSDAP), MdPl
- Zerai, Mussie (* 1975), eritreischer katholischer Priester
- Žerajić, Bogdan (1886–1910), serbischer AttentäterBogdan Žerajić (1886–1910)

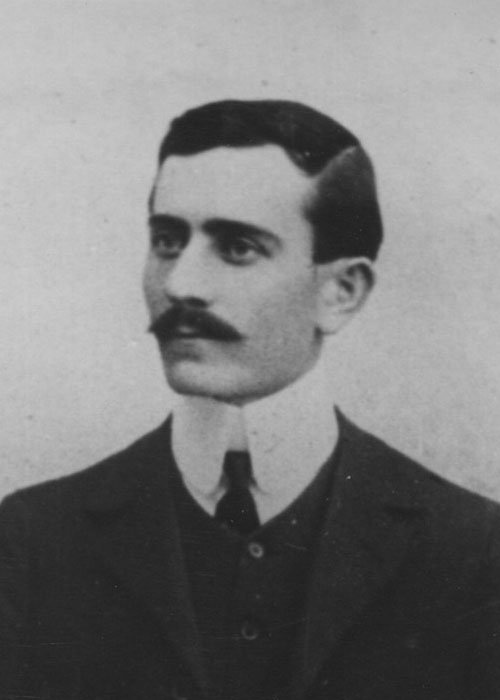
Bogdan Žerajić (1886–1910)

- Zerang, Michael (* 1958), US-amerikanischer Schlagzeuger und Komponist
- Zeraschi, Helmut (1911–1979), deutscher Musikwissenschaftler und Musikverlagsleiter
- Zeraskaja, Lidija Petrowna (1855–1931), russische Astronomin
- Zeraski, Witold Karlowitsch (1849–1925), russischer Astronom
- Žeravica, Branko (* 1958), kroatischer Fußballspieler

### Zerb
- Zerb (* 1997), brasilianischer DJ und MusikproduzentZerb (* 1997)

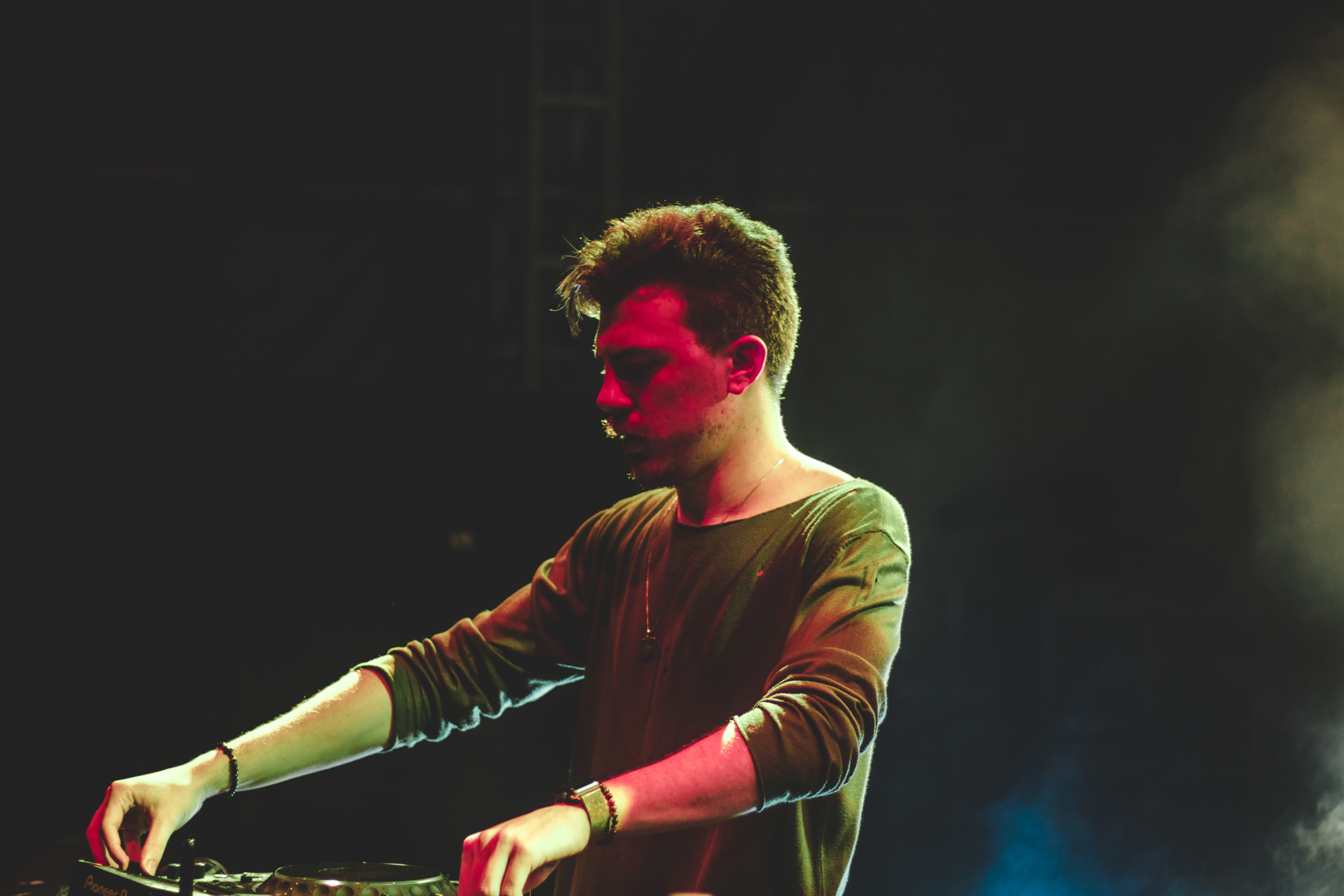
Zerb (* 1997)

- Zerba, Cesare (1892–1973), italienischer Geistlicher, Kardinal der römisch-katholischen Kirche
- Zerback, Rainer (* 1958), deutscher Fotograf
- Zerback, Ralf (* 1961), deutscher Historiker und Journalist
- Zerban, Alfred (1933–2014), deutscher Hörfunkjournalist
- Zerbe, Anthony (* 1936), US-amerikanischer Schauspieler
- Zerbe, Arno (1941–2012), deutscher Fußballspieler
- Zerbe, Carl (1894–1985), deutscher Chemiker
- Zerbe, Christina (* 1980), deutsche Fußballspielerin
- Zerbe, Edwin (1916–1992), deutscher Jurist und Politiker (SPD), MdL, MdB
- Zerbe, Emil (1897–1954), Abgeordneter der deutschen Minderheit im polnischen Sejm
- Zerbe, Gregor (1878–1933), deutscher Landwirt und Politiker (Zentrum)
- Zerbe, Hannes (* 1941), deutscher Komponist, Pianist
- Zerbe, Karl (1903–1972), deutsch-US-amerikanischer Maler
- Zerbe, Lukas (* 1996), deutscher Handballspieler
- Zerbe, Uwe (* 1943), deutscher Schauspieler
- Zerbe, Volker (* 1968), deutscher HandballspielerVolker Zerbe (* 1968)

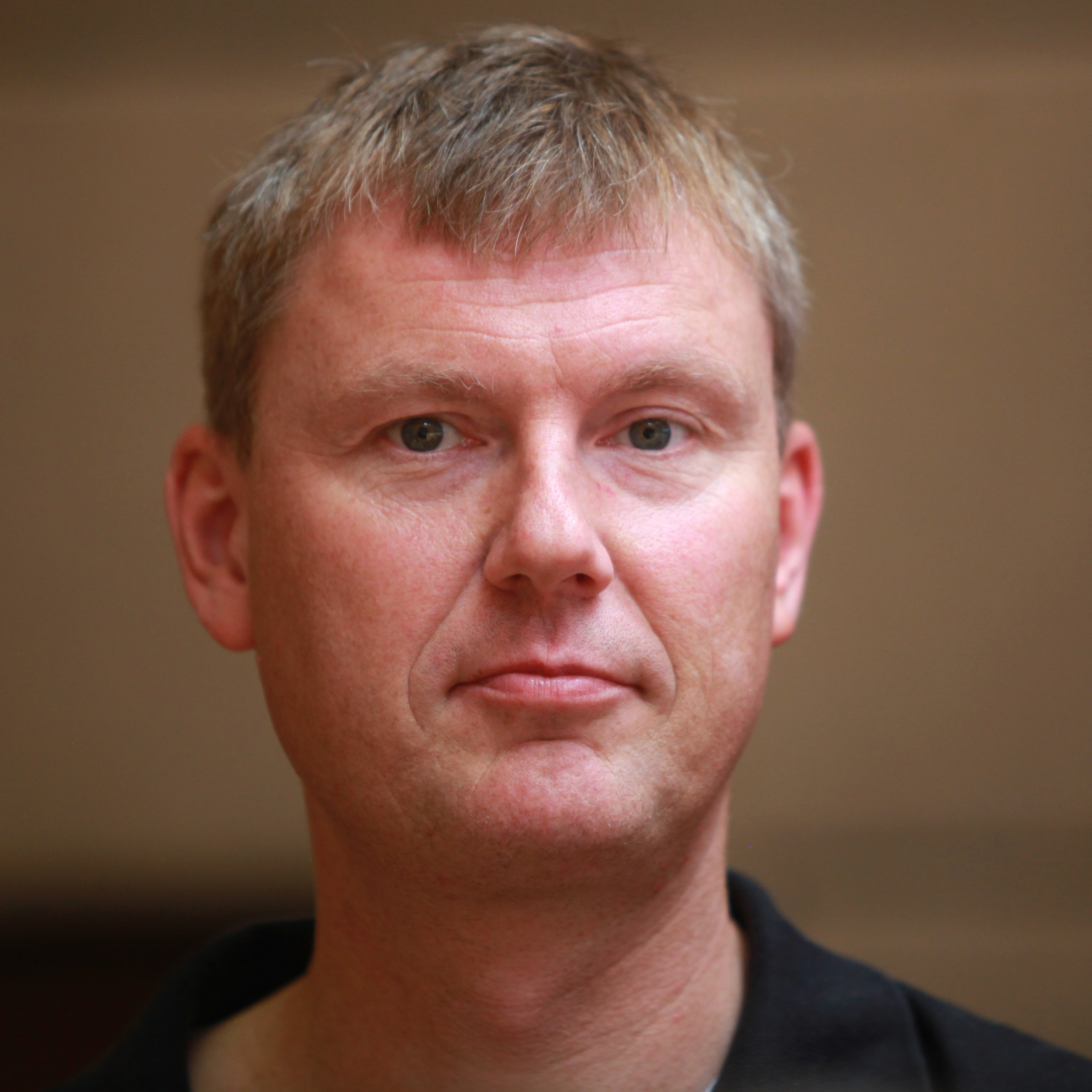
Volker Zerbe (* 1968)

- Zerbe, Zara (* 1989), deutsche Schriftstellerin
- Zerbe-Nessina, Walentyna (* 1969), ukrainische Biathletin
- Zerbel, Alfred (1904–1987), deutscher Offizier
- Zerbes, Ingeborg (* 1969), österreichische Rechtswissenschaftlerin
- Zerbes, Michael (* 1944), deutscher Leichtathlet
- Zerbes, Sarah (* 1978), deutsche Mathematikerin und Hochschullehrerin
- Zerbian, Sabine (* 1975), deutsche Linguistin und Hochschullehrerin
- Zerbin, Alessio (* 1999), italienischer Fußballspieler
- Zerbin, Daniel (* 1973), deutscher Kriminalwissenschaftler und Politiker (AfD)
- Zerbin-Rüdin, Edith (1921–2015), deutsche Psychiaterin und Humangenetikerin
- Zerbini, Giovanni (* 1927), italienischer Ordensgeistlicher, römisch-katholischer Altbischof von Guarapuava
- Zerbini, Pedro (* 1988), brasilianischer Tennisspieler
- Zerbo, Jean (* 1943), malischer römisch-katholischer Geistlicher, Kardinal und emeritierter Erzbischof von Bamako
- Zerbo, Lassina (* 1963), burkinischer Politiker
- Zerbo, Saye (1932–2013), burkinischer Politiker, Staats- und Regierungschef von Obervolta
- Zerbolesch, Hank (* 1981), deutscher Autor
- Zerbone, Jennifer (* 1995), französische Tennisspielerin
- Zerboni di Sposetti, Joseph von (1766–1831), preußischer Beamter, Publizist, Dichter und Freimaurer
- Zerboni di Sposetti, Julius von (1805–1884), österreichischer Schriftsteller
- Zerboni, McCall (* 1986), US-amerikanische Fußballspielerin
- Zerboni, Ruth von (1903–1991), deutsche Schauspielerin
- Zerboni, Ulrike Behrmann von (* 1940), deutsche Schauspielerin
- Zerbst, Christoph (* 1963), österreichischer Ruderer
- Zerbst, Ekkehard (1926–2009), deutscher Physiologe und Lyriker
- Zerbst, Fritz (1909–1994), österreichischer lutherischer Theologe und Hochschulrektor
- Zerbst, Jan (* 1980), deutscher Hörfunkmoderator
- Zerbst, Karl Georg von (1695–1769), deutscher Rittergutsbesitzer und Politiker, Regierungschef von Waldeck-Pyrmont
- Zerbst, Louis von (1737–1814), deutscher Rittergutsbesitzer und Politiker, Regierungschef von Waldeck-Pyrmont
- Zerbst, Louis von (1771–1853), deutscher Gutsbesitzer, Kammerjunker und Politiker
- Zerbst, Ludwig (* 1906), deutscher Verwaltungsjurist, Politiker (NSDAP) und Landrat
- Zerbst, Paul (* 1997), deutscher Schauspieler
- Zerbst, Siegmund Wiprecht von (1606–1682), deutscher Hofbeamter und Politiker

### Zerd
- Zerdevas, Emmanouil (* 1997), griechischer Wasserballer
- Zerdick, Axel (1941–2003), deutscher Ökonom und Publizistikwissenschaftler
- Zerdik, Johann (1878–1961), österreichischer Politiker (CSP), Abgeordneter zum Nationalrat
- Zerdín Bukovec, Gerardo Antonio (* 1950), slowenischer Priester, Apostolischer Vikar von San Ramón

### Zere
- Zérega Fombona, Alberto (1889–1968), venezolanischer Abgeordneter und Botschafter
- Zeregbe, Stanley (* 1997), französischer American-Football-Spieler
- Zereike, Jörg (* 1978), deutscher Handballspieler
- Zeremonienmeister, Der, osmanischer Zeremonienmeister und Historiker
- Zeren, Meral (* 1956), türkische Schauspielerin
- Zerener, Paul (1844–1926), sächsischer Generalleutnant
- Zerer, Sigmund, kurfürstlicher Rat und Kanzler von Brandenburg (1483 bis 1509)
- Zerer, Wolfgang (* 1961), deutscher Organist, Cembalist und Musikpädagoge
- Zereske, Thomas (1966–2004), deutscher Kanute und Trainer
- Zereteli, Akaki (1840–1915), georgischer Schriftsteller und Politiker
- Zereteli, Giorgi (* 1964), georgischer Politiker
- Zereteli, Grigol (1870–1938), georgischer Altphilologe
- Zereteli, Irakli (1881–1959), russischer Jurist und Menschewik
- Zereteli, Konstantine (1921–2004), georgischer Semitist
- Zereteli, Micheil (1878–1965), georgischer Historiker und Diplomat
- Zereteli, Surab (1934–2025), georgischer Bildhauer und MalerSurab Zereteli (1934–2025)

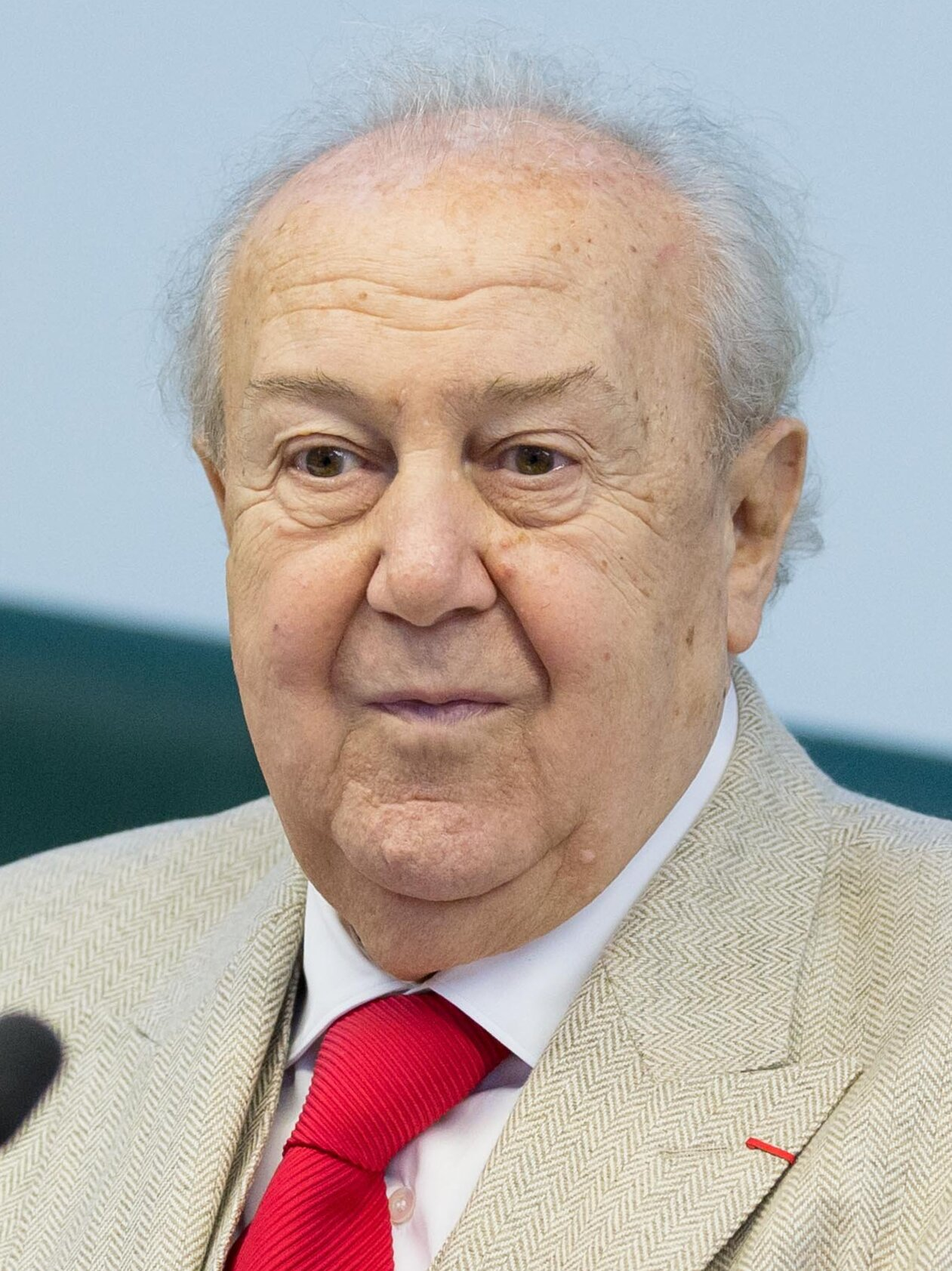
Surab Zereteli (1934–2025)

- Zerewitinow, Fjodor Wassiljewitsch (1874–1947), russischer Chemiker
- Zerey, Joseph Jules (* 1941), ägyptischer Erzbischof in Jerusalem

### Zerf
- Zerfas, Patricia (* 1962), US-amerikanische Sommerbiathletin und Langstreckenläuferin
- Zerfaß, Alexander (* 1978), deutscher römisch-katholischer Theologe
- Zerfaß, Ansgar (* 1965), deutscher Kommunikationswissenschaftler und Hochschullehrer
- Zerfaß, Dan (* 1968), deutscher Kirchenmusiker
- Zerfaß, Julius (1886–1956), deutscher Journalist und Schriftsteller
- Zerfaß, Rolf (1934–2022), deutscher römisch-katholischer Geistlicher und Pastoraltheologe

### Zerg
- Zergiebel, Dankmar (1895–1983), deutscher Unternehmer sowie Verbandsfunktionär
- Zergiebel, Fritz (1915–2008), deutscher Fußballspieler
- Zerguelaïne, Antar (* 1985), algerischer Mittelstreckenläufer

### Zerh
- Zerhau, Gabriela (* 1955), österreichische Filmregisseurin und Drehbuchautorin
- Zerhau, Ulrike (* 1954), deutsche Politikerin (Die Linke)
- Zerhoch, Hans (* 1950), deutscher Kraftsportler
- Zerhouni, Abbes (* 1988), algerischer Fußballschiedsrichterassistent
- Zerhouni, Yazid (1937–2020), algerischer Politiker und Diplomat

### Zeri
- Zeri, Federico (1921–1998), italienischer Kunsthistoriker und Kunstkritiker
- Zerial, Marino (* 1958), italienisch-deutscher Biologe und Zellwissenschaftler
- Zéribi, Karim (* 1966), französischer Fußballspieler, Gewerkschafter und Politiker (Europe Écologie-Les Verts), MdEP
- Žerić, Dražen (* 1964), bosnischer SängerDražen Žerić (* 1964)

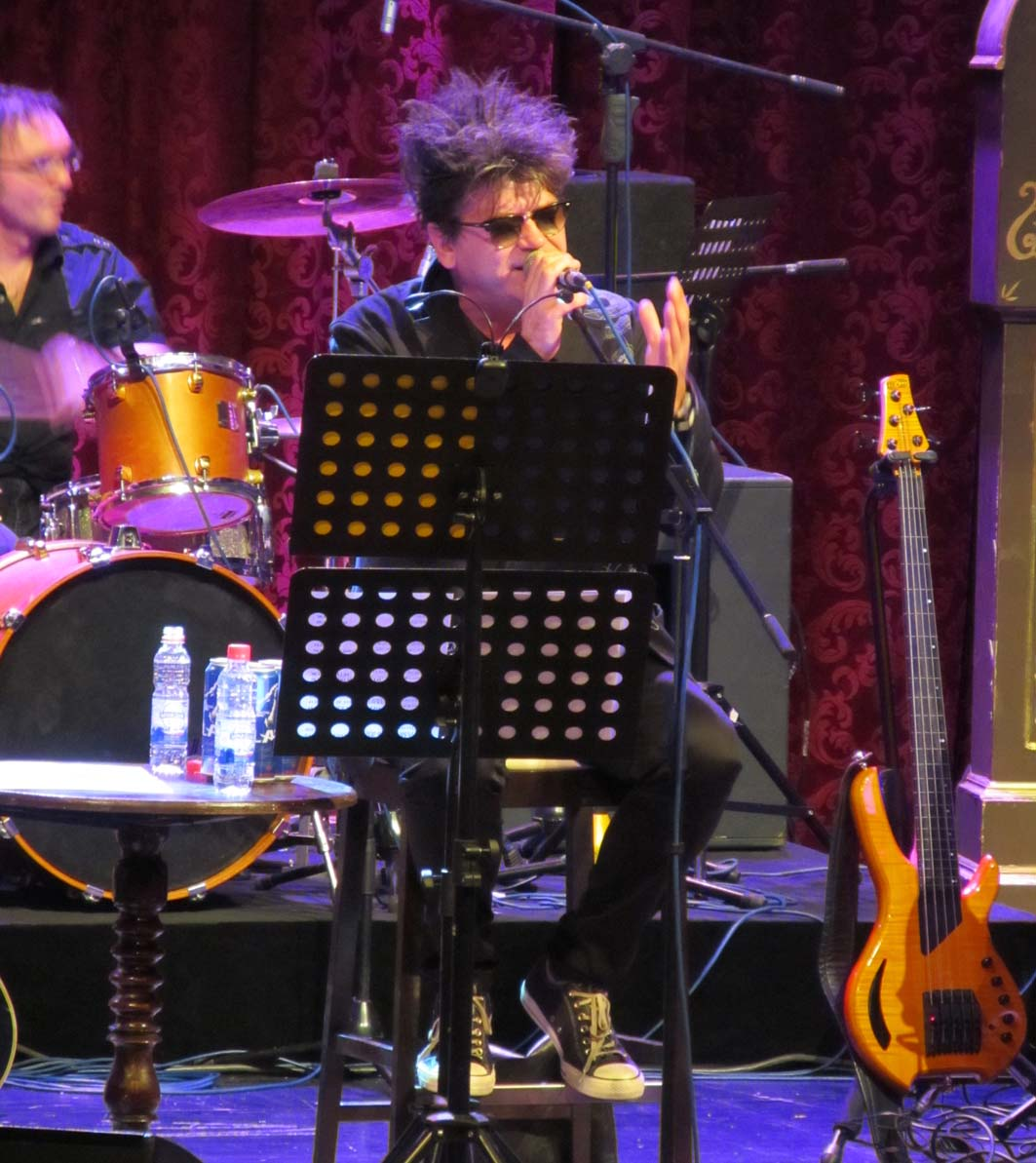
Dražen Žerić (* 1964)

- Zerikly, Gaswan (* 1954), syrischer Pianist und Komponist
- Zerilli, Anthony Joseph (1927–2015), italienisch-amerikanischer Mobster
- Zerilli, Francesco († 1837), italienischer Maler des Klassizismus auf Sizilien
- Zerilli, Joseph (1897–1977), italienisch-amerikanischer Mobster
- Zeriri, Rania (* 1986), niederländische PopsängerinRania Zeriri (* 1986)

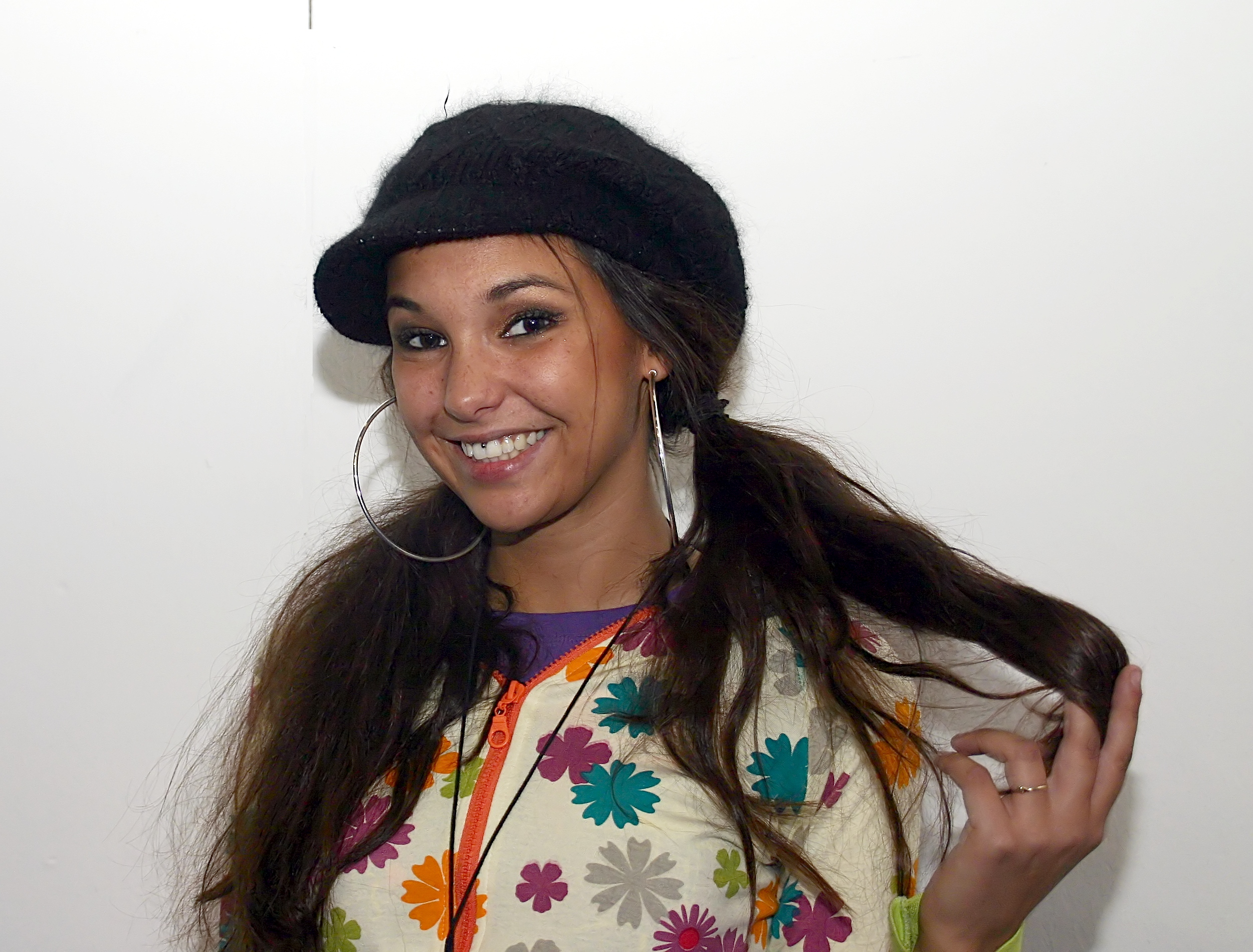
Rania Zeriri (* 1986)

### Zerj
- Žerjav, Gregor (1882–1929), slowenischer und jugoslawischer Rechtsanwalt, liberaler Politiker

### Zerk
- Zerka, Moncef (* 1981), marokkanischer Fußballspieler
- Zerkane, Mehdi (* 1999), französisch-algerischer Fußballspieler
- Zerkaulen, Heinrich (1892–1954), deutscher Schriftsteller der Zeit des Nationalsozialismus
- Zerkhold, Pia (* 1998), österreichische Snowboarderin
- Zerkon, maurischer Hofzwerg bei den Hunnen
- Żerkowski, Mirosław (* 1956), polnischer Leichtathlet

### Zerl
- Zerlacher, Ferdinand Matthias (1877–1923), österreichischer Maler und Zeichner
- Zerlaut, Axel, deutscher Skispringer
- Zerlauth, Karl (1894–1967), österreichischer Politiker (CS, ÖVP), Landtagsabgeordneter von Vorarlberg
- Zerlauth, Kuno (1911–2006), österreichischer Ordensgeistlicher (Jesuit)
- Zerlauth, Martin (* 1945), österreichischer Politiker (FPÖ), Abgeordneter zum Vorarlberger Landtag
- Zerlendis, Augustos (1886–1954), griechischer Tennisspieler
- Zerlett, Hans H. (1892–1949), deutscher Filmregisseur, Drehbuchautor und Bühnenautor
- Zerlett, Helmut (* 1957), deutscher Musiker, Komponist und MusikproduzentHelmut Zerlett (* 1957)

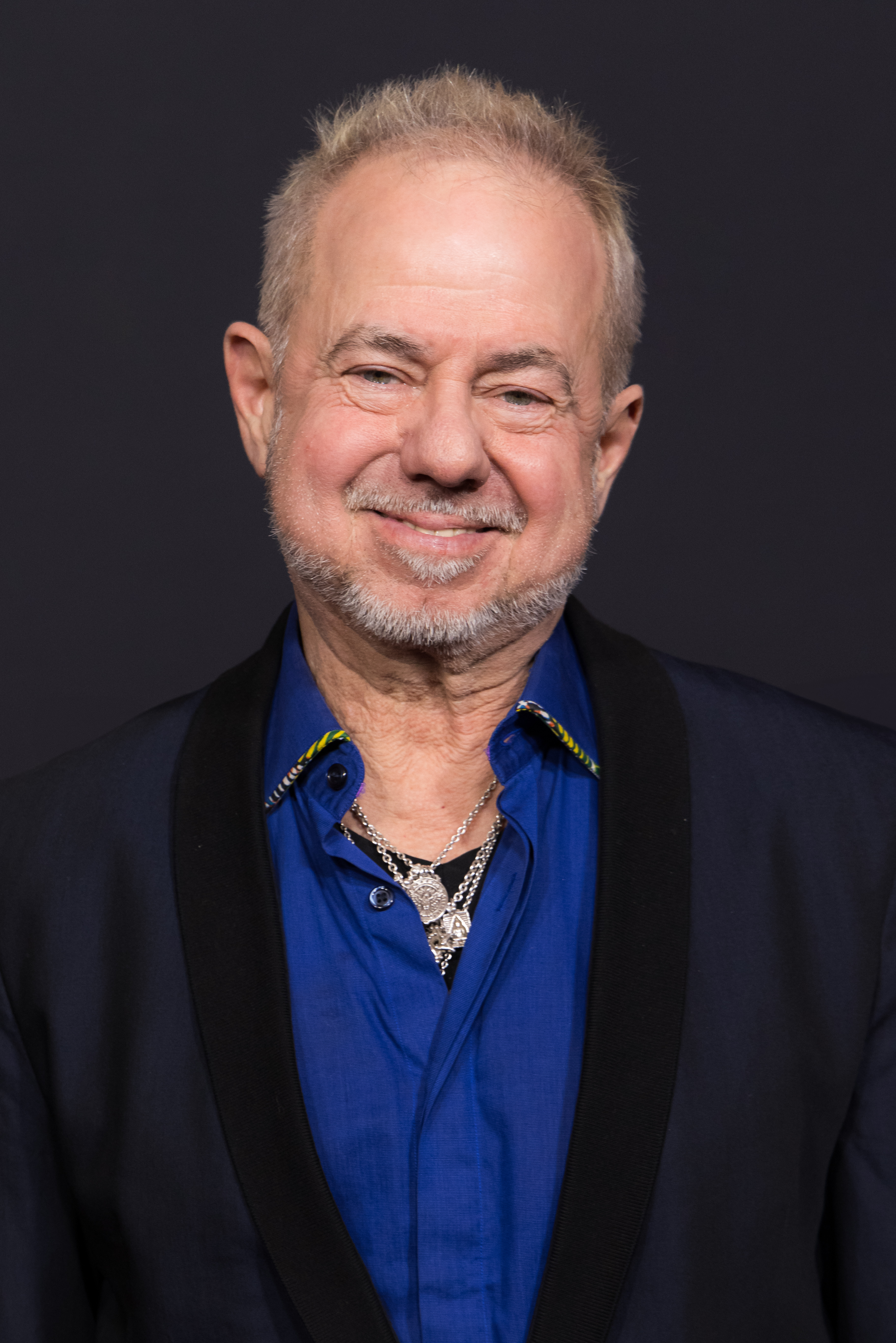
Helmut Zerlett (* 1957)

- Zerlett, Jana (* 1986), deutsche Maskenbildnerin und Tattoo-Model
- Zerlett, Wolfgang (* 1942), deutscher Schauspieler
- Zerlett-Olfenius, Walter (1897–1975), deutscher Drehbuchautor
- Zerlik, Alfred (1914–1986), österreichischer Lehrer und sudetendeutscher Historiker
- Zerlik, Otto (1907–1989), deutscher Schriftsteller, Mundartdichter, Herausgeber und Volkskundler
- Zerling, Clemens (* 1951), deutscher Autor, Verleger, Herausgeber und Redakteur

### Zerm
- Zermani, Émile (1910–1983), französischer Fußballspieler
- Zermatten, Maurice (1910–2001), Schweizer Schriftsteller
- Zermelo, Ernst (1871–1953), deutscher Mathematiker

### Zern
- Zern, Leif (* 1939), schwedischer Schriftsteller und Theaterkritiker
- Zerna, Herbert (1905–1955), niedersorbischer Theologe und Pädagoge
- Zerna, Herta (1907–1988), deutsche Journalistin, Autorin und Widerstandskämpferin
- Zerna, Wolfgang (1916–2005), deutscher Bauingenieur
- Zernack, Julia (1962–2021), deutsche Mediävistin
- Zernack, Klaus (1931–2017), deutscher Historiker
- Zernatto, Christof (* 1949), österreichischer Politiker (ÖVP), Abgeordneter zum NationalratChristof Zernatto (* 1949)

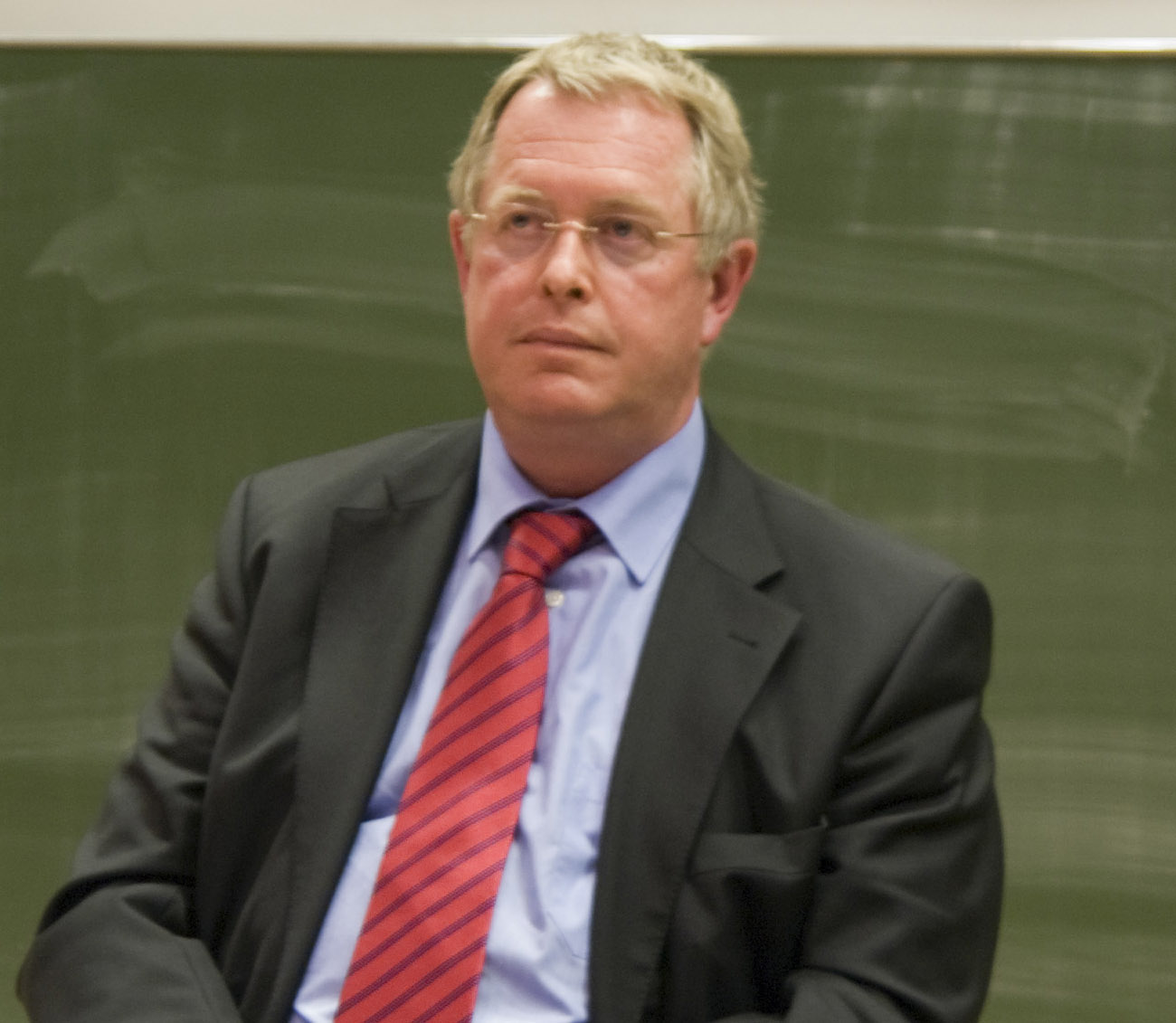
Christof Zernatto (* 1949)

- Zernatto, Guido (1903–1943), österreichischer Schriftsteller und Politiker
- Zerneck, Frank von (* 1940), US-amerikanischer Filmproduzent
- Zernecke, Anna Elise, deutsche evangelische Theologin
- Zernecke, Jakob Heinrich (1672–1741), Bürgermeister von Thorn und Autor historischer Werke
- Zernecke, Kurt (* 1925), deutscher Fußballspieler
- Zerner, Ernst (1884–1966), österreichischer Chemiker
- Zerner, Fritz (1895–1951), österreichischer Physiker
- Zerner, Larry (* 1963), US-amerikanischer Rechtsanwalt und Schauspieler
- Zerner, Lukas (* 2000), deutscher Basketballspieler
- Zernicek, Monika (* 1954), deutsche Eisschnellläuferin
- Zernick, Helmuth (1913–1970), deutscher Violinist
- Zernick, Rudolf (1929–1997), deutscher Chemieingenieur
- Zernicke, Marco (* 1969), deutscher Fußballspieler
- Zernicke, Robert (* 1983), deutscher American-Football-Spieler
- Żernicki-Szeliga, Emilian von (1826–1910), preußischer Armee- und Polizeioffizier, sowie als Pensionär auch Heraldiker, Genealoge und Publizist
- Zernig, Kurt (* 1967), österreichischer Botaniker und LGBT-Aktivist
- Zernik, Clementine (1905–1996), austroamerikanische Anwältin und Bibliothekarin
- Zernikau, Philipp Sigismund von, Domherr in Münster
- Zernike, Anne (1887–1972), niederländische mennonitische Theologin
- Zernike, Elisabeth (1891–1982), niederländische Schriftstellerin
- Zernike, Frits (1888–1966), niederländischer Physiker
- Zernikel, Oleg (* 1995), deutscher StabhochspringerOleg Zernikel (* 1995)

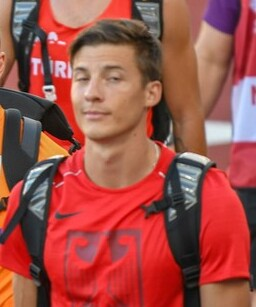
Oleg Zernikel (* 1995)

- Zernikow, Boris (* 1964), deutscher Kinder- und Jugendarzt
- Zernin, Heinrich (1868–1951), deutscher Maler und Grafiker
- Zerning, Heidi (1940–2022), deutsche literarische Übersetzerin
- Žernosekova, Margarita (* 1988), estnische Fußballspielerin
- Zerny, Frieda (1864–1917), deutsche Sängerin (Mezzosopran)
- Zerny, Hans (1887–1945), österreichischer Entomologe und Lepidopterologe

### Zero
- Zero 9:36 (* 1997), US-amerikanischer Rapper und Sänger
- Zero, Mike (1971–2018), deutscher Musiker
- Zero, Milly (* 1999), britische Schauspielerin
- Zero, Renato (* 1950), italienischer Sänger, Komponist und SchauspielerRenato Zero (* 1950)

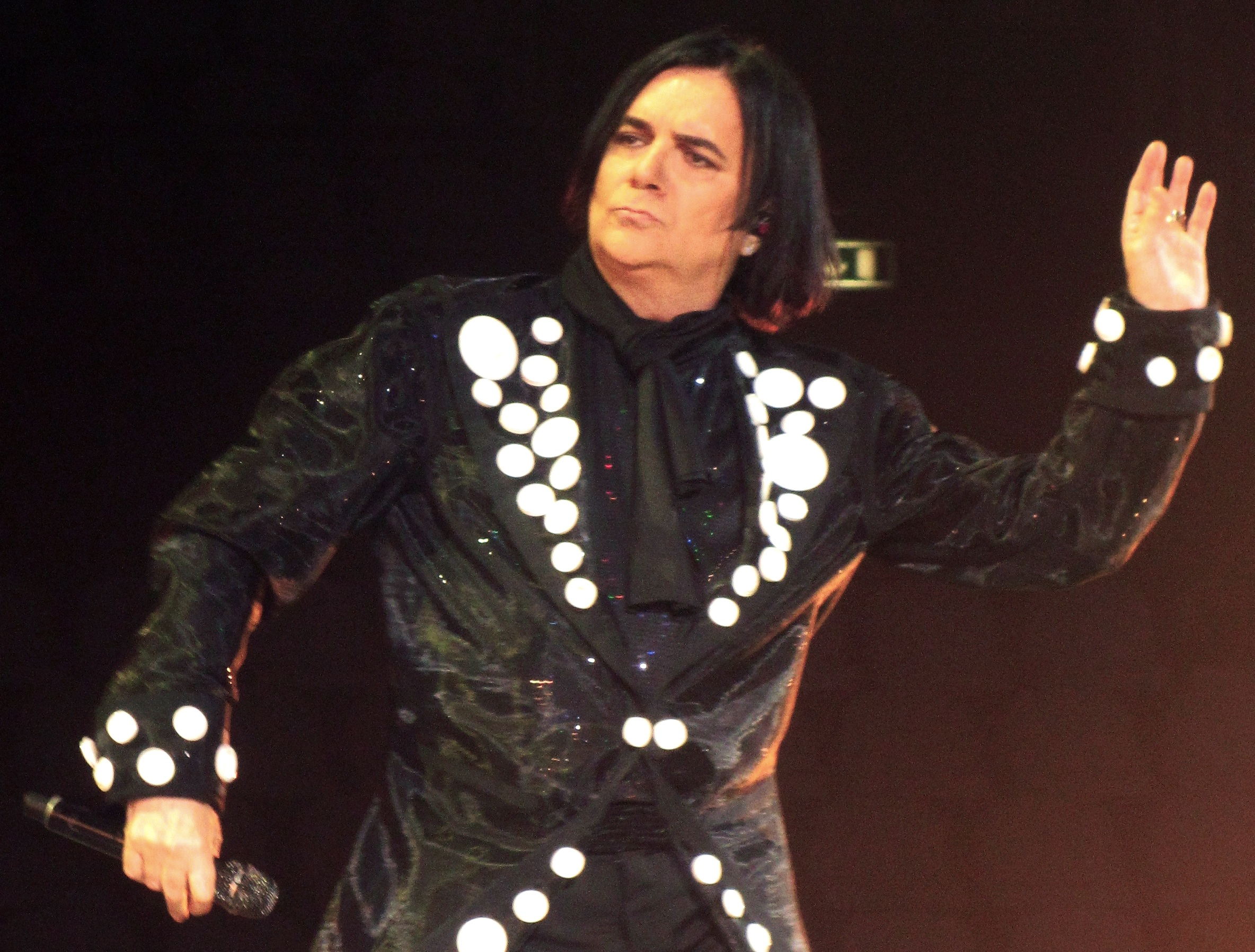
Renato Zero (* 1950)

- Zerobin, Konrad (1931–2013), österreichischer Veterinärmediziner
- Zerocalcare (* 1983), italienischer Comiczeichner, -autor und Blogger
- Zerolo Aguilar, Miguel (* 1957), spanischer Politiker (CC)
- Zerolo, Pedro (1960–2015), spanisch-venezolanischer Anwalt, Politiker und LGBT-Aktivist
- Żeromski, Stefan (1864–1925), polnischer Schriftsteller
- Zerón Pepitoni, Carlos Manuel (* 1940), honduranischer Diplomat
- Zerotein, Ladislav Velen von (1579–1638), mährischer Adliger
- Žerotín, Karl der Ältere von (1564–1636), böhmischer und mährischer Adliger, Landeshauptmann von Mähren, Ständepolitiker und Autor
- Zeroual, Abdellatif (1951–1974), marokkanischer Politiker
- Zeroual, Imane (* 1990), marokkanische Beachvolleyballspielerin
- Zéroual, Liamine (* 1941), algerischer Präsident (1994–1999)
- Zerouali, Hicham (1977–2004), marokkanischer Fußballspieler

### Zerp
- Zerpa, Simón (* 1983), venezolanischer Wirtschafts- und Finanzminister

### Zerr
- Zerr, Anna (1822–1881), deutsche Opernsängerin (Sopran)
- Zerr, Anne (* 1993), deutsche Politikerin (Die Linke), Bundestagsabgeordnete
- Zerr, Anton (1849–1932), deutscher Bischof der Schwarzmeerdeutschen
- Zerr, Bernhard (* 1965), deutscher Fußballschiedsrichter
- Zerr, Inga (* 1964), deutsche Neurologin und Hochschullehrerin
- Zerr, Peter (* 1959), deutscher Fußballspieler
- Zerrenner, Carl (1815–1864), deutscher Unternehmer, Oberbürgermeister von Pforzheim
- Zerrenner, Heinrich Gottlieb (1750–1811), deutscher Schriftsteller und evangelischer Generalsuperintendent
- Zerrenner, Johann Joachim Christian (1797–1856), deutscher evangelisch-lutherischer Theologe und Pädagoge
- Zerrenner, Karl Christoph Gottlieb (1780–1851), deutscher evangelischer Theologe, Pädagoge und Schriftsteller
- Zerrenz, Helga (1940–2023), deutsche Schlagersängerin (DDR)
- Zerres, Heinz (* 1947), deutscher Eishockeyspieler
- Zerres, Jutta (* 1970), deutsche Provinzialrömische Archäologin
- Zerres, Maria (* 1961), deutsche Künstlerin
- Zerres, Michael (* 1945), deutscher Betriebswirtschaftler
- Zerressen, Pascal (* 1992), deutscher Eishockeyspieler
- Zerries, Otto (1914–1999), deutscher Ethnologe und Amerikanist
- Zerrillo, Francesco (1931–2022), italienischer Geistlicher, römisch-katholischer Bischof von Lucera-Troia
- Zerrillo, Roberto (1902–1955), uruguayischer Tangogeiger, Bandleader und Komponist
- Zerritsch, Fritz der Ältere (1865–1938), österreichischer Bildhauer
- Zerritsch, Fritz der Jüngere (1888–1985), österreichischer Maler
- Zerrle, Karl-Heinz (* 1944), deutscher katholischer Priester
- Zerrouki, Ramiz (* 1998), niederländisch-algerischer Fußballspieler

### Zers
- Zerssen, Heinrich Julius von (1583–1648), deutscher Hofbeamter
- Zerssen, Johann Christian von (1813–1865), deutscher Kaufmann
- Zerssen, Nikolaus von (1539–1600), Subdiakon und Domherr in verschiedenen Bistümern
- Zerssen, Wilhelm Friedrich Ludwig von (1773–1838), Domdechant und Politiker

### Zert
- Žert, Jan (* 1974), deutscher Musiker und Filmkomponist
- Zerta, Klaus (* 1946), deutscher Ruderer und Olympiasieger
- Zertal, Idith (* 1945), israelische Historikerin
- Zertelew, Nikolai Andrejewitsch (1790–1869), russisch-ukrainischer Ethnograph, Dichter, Publizist und Pädagoge
- Zerter-Gossage, Lewis (* 1995), deutsch-kanadischer Eishockeyspieler
- Zertik, Heinrich (* 1957), deutscher Politiker (CDU), MdB
- Zertz, Silke (* 1966), deutsche Drehbuchautorin

### Zeru
- Zerubavel, Eviatar (* 1948), israelischer Soziologe und Autor
- Zerubavel, Yael (* 1949), israelisch-US-amerikanische Judaistin
- Zerull, Ludwig (1942–2011), deutscher bildender Künstler, Autor und Kunstberater
- Zeruneith, Keld (* 1941), dänischer Literaturwissenschaftler und Schriftsteller

### Zerv
- Zervakis, Linda (* 1975), deutsch-griechische Moderatorin sowie Nachrichtensprecherin und JournalistinLinda Zervakis (* 1975)

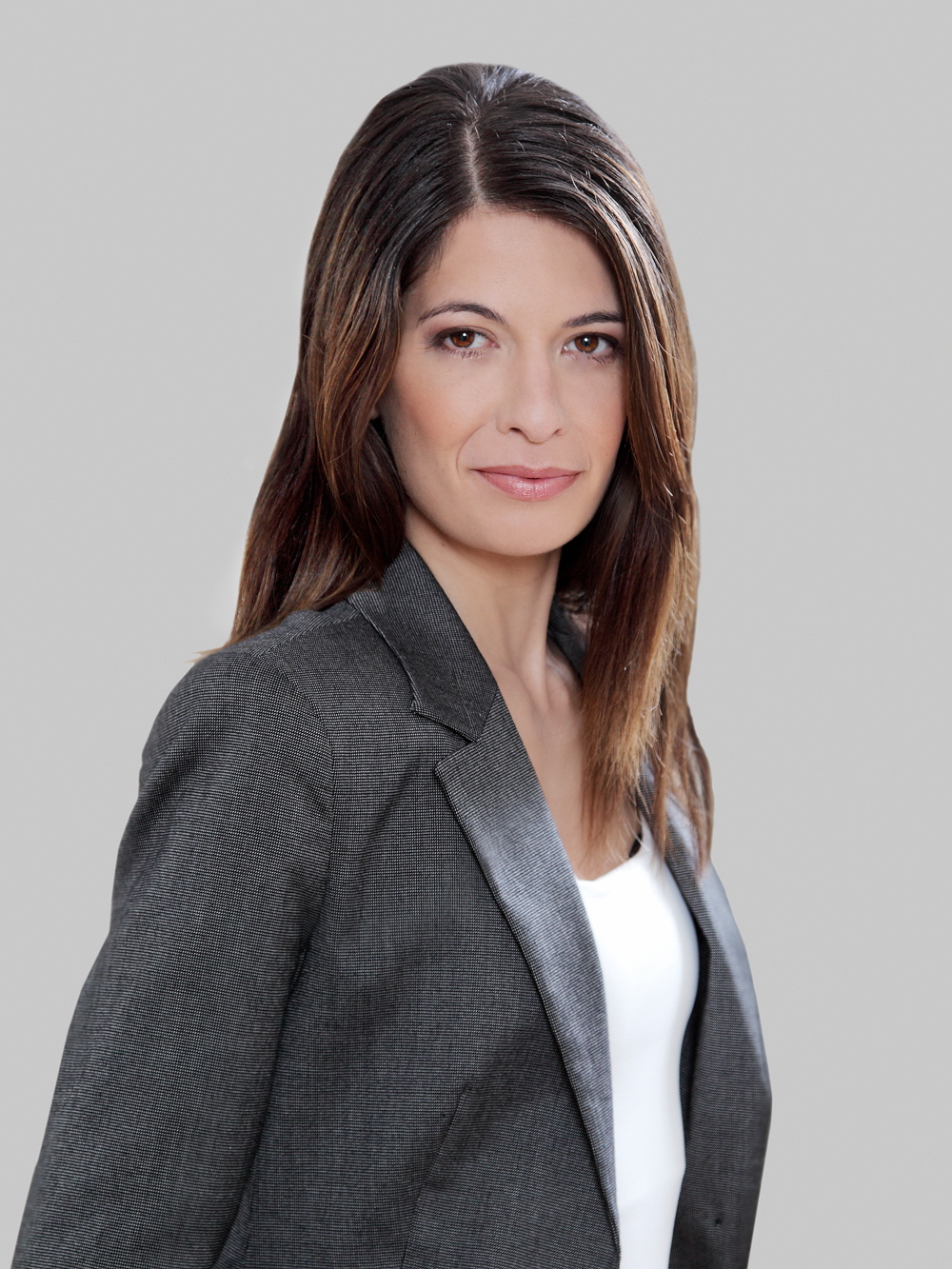
Linda Zervakis (* 1975)

- Zervas, Arizona (* 1995), US-amerikanischer Rapper
- Zervas, Konstantinos (* 1964), griechischer Politiker, Bürgermeister von Thessaloniki
- Zervas, Leonidas (1902–1980), griechischer Chemiker
- Zervas, Napoleon (1891–1957), griechischer Politiker und Widerstandskämpfer
- Zervas, Torsten (* 1961), deutscher Leichtathlet
- Zervino, María Lía (* 1951), argentinische Ordensfrau, Sozialwissenschaftlerin, Präsidentin der Weltunion der Katholischen Frauenverbände (WUCWO)
- Zervos, Christian (1889–1970), Kunstsammler, Kritiker und Verleger
- Zervos, Gennadios (1937–2020), griechisch-orthodoxer Bischof, Metropolit von Italien, Malta und San Marino und Exarch von Südeuropa
- Zervos, Nikolaos (1780–1823), General des griechischen Befreiungskrieges

### Zerw
- Zerwas, Dirk Edmund (* 1968), deutscher Elementarteilchenphysiker
- Zerwas, Manuel (* 1987), deutscher Lehrer und Autor
- Zerwas, Peter Matthias (* 1942), deutscher Physiker
- Zerweck, Werner (1899–1965), deutscher Chemiker
- Zerwer, Antonie (1873–1956), deutsche Kinderkrankenschwester und Ordensschwester
- Zerwes, Josef (1836–1901), deutscher Kaufmann und Direktor der Friedrich Wilhelms-Hütte
- Zerwesz, Rainer (* 1969), deutscher Eishockeyspieler

### Zerz
- Zerzan, John (* 1943), US-amerikanischer Schriftsteller, Medienkünstler und AnarchistJohn Zerzan (* 1943)

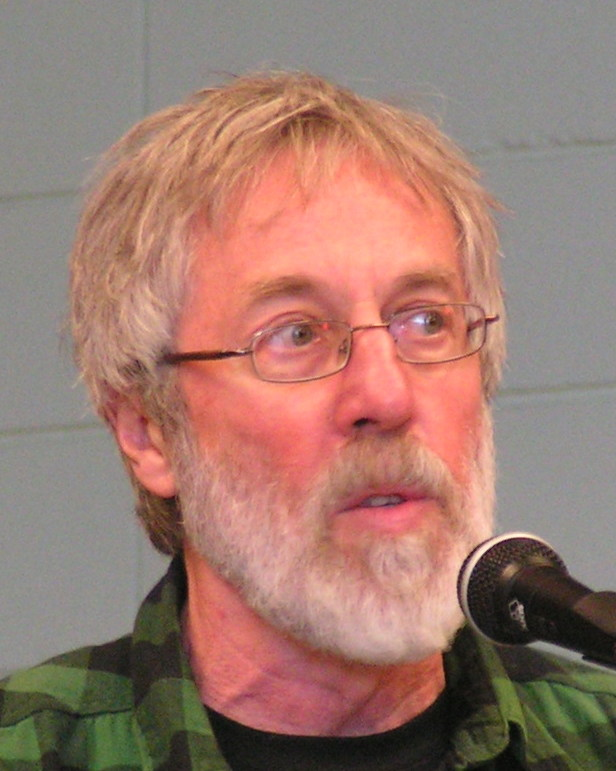
John Zerzan (* 1943)

- Zerzawy, Milian (* 1981), Schauspieler und Musiker
- Zerzer, Julius (1889–1971), österreichischer Schriftsteller
- Zerzog, Adolf von (1799–1880), deutscher Gutsbesitzer und Politiker
- Zerzuben, Martin (* 1981), Schweizer Eishockeytorhüter